# Ihar Fartunau
Ihar Fartunau (17 de abril de 1973) es un deportista bielorruso que compitió en atletismo adaptado. Ganó cinco medallas en los Juegos Paralímpicos de Verano en los años 1996 y 2004.

## Palmarés internacional
| Juegos Paralímpicos | Juegos Paralímpicos      | Juegos Paralímpicos | Juegos Paralímpicos   |
| Año                 | Lugar                    | Medalla             | Prueba                |
| ------------------- | ------------------------ | ------------------- | --------------------- |
| 1996                | Atlanta (Estados Unidos) | Medalla de plata    | Salto de longitud F12 |
| 1996                | Atlanta (Estados Unidos) | Medalla de plata    | Triple salto F12      |
| 1996                | Atlanta (Estados Unidos) | Medalla de bronce   | Pentatlón P12         |
| 2004                | Atenas (Grecia)          | Medalla de oro      | Pentatlón P13         |
| 2004                | Atenas (Grecia)          | Medalla de plata    | Salto de longitud F13 |